# Britelo (Celorico de Basto)
Britelo ist ein Ort und eine ehemalige Gemeinde im Norden Portugals. Sie stellte die Stadtgemeinde der Kleinstadt Celorico de Basto dar.

## Geschichte
Keltiberer und Römer siedelten in der Gegend. Der heutige Ort Britelo entstand vermutlich im Verlauf der mittelalterlichen Reconquista. Im 10. Jahrhundert war der Ort bereits dokumentiert, seit 1045 war er eine eigenständige Gemeinde.
1719 wurde Britelo Sitz des Kreises Celorico de Basto.
Im Zuge der administrativen Neuordnung in Portugal 2013 wurde die eigenständige Gemeinde Britelo aufgelöst und in die neue Gesamtgemeinde Britelo, Gémeos e Ourilhe eingegliedert.

## Verwaltung
Britelo war eine Gemeinde (Freguesia) im Kreis (Concelho) von Celorico de Basto im Distrikt Braga. Die Gemeinde hatte 2561 Einwohner und eine Fläche von 7,78 km² (Stand 30. Juni 2011).
Eine Reihe Orte und Viertel liegen im Gebiet der ehemaligen Gemeinde, darunter:
- Corredoura
- Crasto
- Cruz
- Estação
- Monte
- Paixão
- Prado
- Pulquérias
- Santa Luzia
- Senhora da Saúde
- Seturrada
- Venda Nova

Im Zuge der Gebietsreform vom 29. September 2013 wurden die Gemeinden Britelo, Gémeos und Ourilhe zur neuen Gemeinde União das Freguesias de Britelo, Gémeos e Ourilhe zusammengeschlossen. Britelo ist Sitz dieser neu gebildeten Gemeinde.